# یانگ جی این
یانگ جی این (انگلیسی: Yang Ji-in؛ زادهٔ ۲۰ مهٔ ۲۰۰۳) ورزشکار ورزش تیراندازی اهل کره جنوبی است.
وی در مسابقات کشوری و بین‌المللی در مجموع برندهٔ ۳ مدال طلا، ۱ مدال نقره، ۳ مدال برنز شده است.